# John Fabian
John Fabian (ur. 28 stycznia 1939 w Goosecreek w Teksasie) – amerykański astronauta i pilot wojskowy.

## Życiorys
W 1957 ukończył szkołę w Pullman, w 1962 inżynierię mechaniczną na Washington State University, w 1964 inżynierię techniki lotniczej i astronautycznej w Air Force Institute of Technology, a w 1974 studia doktoranckie z aeronautyki i astronautyki na University of Washington. Od 1962 służył w United States Air Force, m.in. w Kelly Air Force Base w Teksasie i w Williams Air Force Base w Arizonie. Brał udział w 90 lotniczych misjach bojowych w Azji Południowo-Wschodniej. Ma wylatane 4000 godzin, w tym 3400 na odrzutowcach. 16 stycznia 1978 został wyselekcjonowany przez NASA jako kandydat na astronautę, w sierpniu 1979 ukończył astronautyczne szkolenie podstawowe. Od 18 do 24 czerwca 1983 był specjalistą misji STS-7 trwającej 6 dni, 2 godziny i 24 minuty; start nastąpił z Centrum Kosmicznego Johna F. Kennedy’ego, a lądowanie w Edwards Air Force Base w Kalifornii. Od 17 do 24 czerwca 1985 był specjalistą misji STS-51-G trwającej 7 dni, godzinę i 39 minut. Łącznie spędził w kosmosie 13 dni, 4 godziny i 3 minuty.
Opuścił NASA 31 grudnia 1985.
Stowarzyszenie Uczestników Lotów Kosmicznych (Association of Space Explorers) przyznało mu Universal Astronaut Insignia za lot orbitalny (nr 121).